# Crematogaster mucronata
Crematogaster mucronata är en myrart som beskrevs av Carlo Emery 1900. Crematogaster mucronata ingår i släktet Crematogaster och familjen myror. Inga underarter finns listade i Catalogue of Life.